# الألياف الواردة الحشوية العامة
تنقل الألياف الواردة الحشوية العامة (جي في إيه) الدفعات الحسية (الألم والأحاسيس الانعكاسية عادة) من الأعضاء الداخلية والغدد والأوعية الدموية إلى الجهاز العصبي المركزي. تُعتبر جزءًا من الجهاز العصبي الحشوي، الذي يرتبط بشكل وثيق مع الجهاز العصبي الذاتي، إذ لا يُعد «الجهاز العصبي الحشوي» و«الجهاز العصبي الذاتي» مرادفين مباشرين ويجب توخي الحذر لدى استخدام هذين المصطلحين. لا تُصنف الألياف الواردة كودية أو لا ودية بعكس الألياف الصادرة للجهاز العصبي الذاتي.
تنتج ألياف «جي في إيه» الألم الرجيع من خلال تنشيط الألياف الواردة الجسدية العامة حيث يلتقي كلاهما في العمود الرمادي الخلفي.
تشمل الأعصاب القحفية الحاوية على ألياف «جي في إيه» كلًا من العصب البلعومي اللساني (سي إن IX) والعصب المبهم (سي إن X).
بشكل عام، لا تظهر هذه الألياف حساسية للقطع، أو الهرس أو الحرق؛ ومع ذلك، قد يسبب التوتر المفرط في العضلات الملساء بالإضافة إلى بعض الحالات المرضية حدوث الألم الحشوي (الألم الرجيع).

## المسار

### البطن
في البطن، تترافق الألياف الواردة الحشوية العامة عادةً مع الألياف الصادرة الودية. تبدأ الإشارة المنتقلة عبر الليف الوارد في المستقبلات الحسية الخاصة بالعضو الهدف لليف الوارد، وتنتقل إلى العقدة في الأعلى حيث تتشابك مع الألياف الصادرة الودية، ثم تستمر على طول العصب الحشوي من العقدة إلى داخل الجذع الودي، ثم تنتقل إلى الفرع البطناني عبر الفرع الموصل الأبيض، تصل أخيرًا إلى العصب النخاعي المختلط بين قسم الفروع وقسم الجذور للعصب النخاعي. ينحرف بعد ذلك مسار «جي في إيه» مبتعدًا عن المسار الصادر الودي، الذي يتبع الجذر البطني إلى العمود الفقري، فيتبع الجذر الظهري إلى العقدة الجذرية الظهرية حيث يقع جسم خلية العصب الوارد الحشوي. في النهاية، تستمر الإشارة على طول الجذر الظهري من العقدة الجذرية الظهرية إلى منطقة المادة الرمادية في القرن الظهري للعمود الفقري، حيث تنتقل عبر المشابك إلى عصبون في الجهاز العصبي المركزي.
لا تتبع أعصاب «جي في إيه»، المعصبة لبنى النصف القاصي للقولون العصبي والمستقيم، في البطن المسار السابق. عوضًا عن ذلك، تتبع هذه الألياف الواردة مسار الألياف الصادرة اللاودية العائدة إلى العمود الفقري، إذ تدخل الألياف الواردة إلى العقد الحسية «إس 2 وإس 4» في الجذر الظهري متبوعة بالنخاع الشوكي.

### الحوض
بشكل عام، يعتمد مسار ألياف «جي في إيه» المتعلقة بأعضاء الحوض على موقع هذه الأعضاء بالنسبة إلى خط الألم الحوضي. يُصنف عضو ما أو جزء من عضو ما في الحوض بأنه «فوق خط الألم الحوضي» عند ملامسته للصفاق، تُستثنى من ذلك الأمعاء الغليظة التي يقع خط الألم الحوضي الخاص بها في منتصف القولون السيني. تتبع ألياف «جي في إيه» المتعلقة بالبنى فوق خط الألم مسار الألياف الصادرة الودية، بينما تتبع ألياف «جي في إيه» المتعلقة بالبنى تحت خط الألم مسار الصادرات اللاودية. يُعد حدوث الألم الناتج عن الألياف الأخيرة واختباره بشكل واع أقل احتمالًا.

## النواقل العصبية
تحتوي نهايات العديد من الورادات الحشوية في المحيط والنخاع الشوكي المادة «بّي» وغيرها من الببتيدات العصبية التابعة لعائلة التاكيكنين، مثل النيوروكينين «إيه» والنيوروكينين «بي»، وخاصة في الجزء الودي من الألياف.